# Giovanni Auteri Berretta
Giovanni Auteri Berretta (Catania, 6 novembre 1851 – Catania, 18 maggio 1929) è stato un avvocato e politico italiano.

## Biografia
Laureato in giurisprudenza a Catania, dove ha svolto la sua professione di avvocato, è stato consigliere provinciale e presidente delle deputazioni provinciali di Trapani e Catania. 
Ha fatto parte del consiglio di amministrazione del Banco di Sicilia, del Consiglio sanitario provinciale di Catania, della Giunta provinciale per le scuole medie di Catania, della Giunta di vigilanza dell'Istituto tecnico "Carlo Gemmellaro" di Catania. Deputato per tre legislature nel collegio Catania I, senatore a vita dal 1919.